# Christian Franz (Eishockeyspieler)
Christian Franz (* 12. August 1979 in Dortmund) ist ein ehemaliger deutscher Eishockeyspieler, der unter anderem für die Iserlohn Roosters und Nürnberg Ice Tigers in der Deutschen Eishockey Liga (DEL) aktiv war.

## Karriere
Franz begann seine Eishockeykarriere 1987 in der Bambinimannschaft des ERC Westfalen Dortmund. In der Folgezeit durchlief er sämtliche Nachwuchsmannschaften des ERC Westfalen sowie dessen Nachfolgemannschaften. Während der Saison 1996/97 absolvierte er sieben Ligaspiele für die erste Seniorenmannschaft des damals neu gegründeten EHC Dortmund. Im Sommer 1997 wechselte er zu seinem langjährigen Arbeitgeber, den Iserlohn Roosters. Dort spielte er zunächst in der damals zweithöchsten deutschen Spielklasse, der 1. Liga Nord.
Im Jahr 1999 absolvierte er sechs Spiele für das deutsche Junioren-Nationalteam, in denen er drei Scorerpunkte erzielte. In Iserlohn entwickelte sich der damals 20-jährige zu einem der Leistungsträger. Sein harter und präziser Schlagschuss brachte ihm zudem eine dauerhafte Position im Iserlohner Powerplay ein.
Nachdem die Roosters im Sommer 2000 in die Deutsche Eishockey Liga aufgenommen wurden, gab auch Franz sein Debüt in der deutschen Eliteliga. Jahrelang gehörte er zum festen Bestandteil in der Iserlohner Defensivabteilung, ehe er sich zu Beginn der Saison 2004/05 dem Ligakonkurrenten Nürnberg Ice Tigers anschloss. Mit den Ice Tigers konnte Franz zweimal in die Play-offs einziehen, wo man allerdings jeweils in der ersten Runde scheiterte.
2005 verlor man mit 2:4 Spielen gegen die Adler Mannheim und ein Jahr später musste das Team mit 0:4 Spielen den Kürzeren ziehen. Der Linksschütze absolvierte zehn Play-off-Partien, in denen er drei Scorerpunkte erzielte. Nach zwei recht erfolgreichen Jahren wechselte Christian Franz erneut den Verein und landete 2006 bei den Eisbären Regensburg.
Nachdem der Klub zum Ende der Spielzeit 2007/2008 immer mehr in finanzielle Schwierigkeiten geriet und schließlich Konkurs anmelden musste, erklärte der Verteidiger seine Karriere offiziell für beendet. Entgegen seinen Äußerungen unterschrieb Franz jedoch wenige Monate später einen Vertrag beim EHC Dortmund. Dort übernahm er zu Beginn der Spielzeit 2008/09 das Amt des Ersatzkapitäns. Mit den Elchen stieg der Defensivspieler zum Ende der Saison in die Oberliga auf. Anschließend beendete er seine Karriere.

## Karrierestatistik

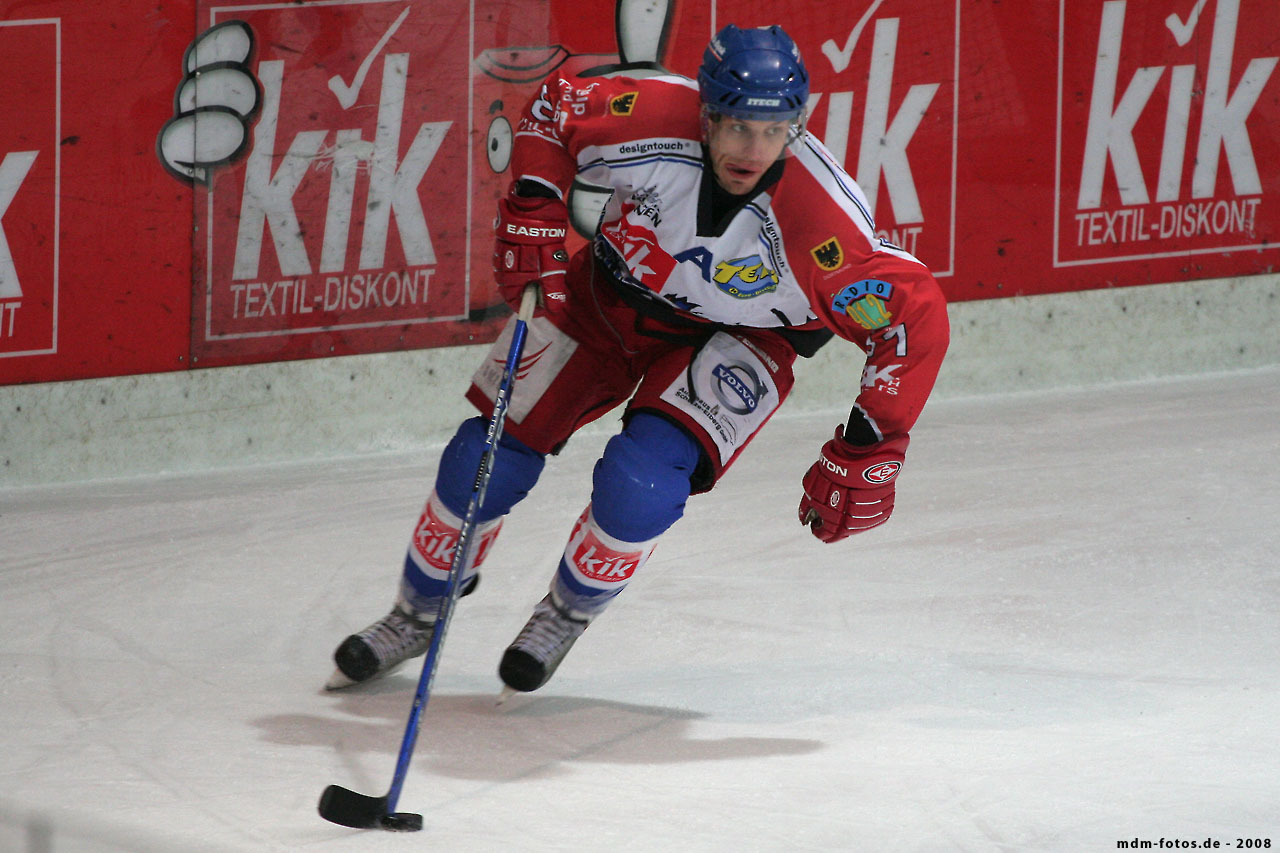
Christian Franz im Trikot des EHC Dortmund.

### International
Vertrat Deutschland bei:
- U20-Junioren-B-Weltmeisterschaft 1999

(Legende zur Spielerstatistik: Sp oder GP = absolvierte Spiele; T oder G = erzielte Tore; V oder A = erzielte Assists; Pkt oder Pts = erzielte Scorerpunkte; SM oder PIM = erhaltene Strafminuten; +/− = Plus/Minus-Bilanz; PP = erzielte Überzahltore; SH = erzielte Unterzahltore; GW = erzielte Siegtore; 1 Play-downs/Relegation; Kursiv: Statistik nicht vollständig)